# Địa vật lý
Địa vật lý là một ngành của khoa học Trái Đất nghiên cứu về các quá trình vật lý, tính chất vật lý của Trái Đất và môi trường xung quanh nó. Phạm trù địa vật lý đôi khi chỉ đề cập đến các ứng dụng của nó: hình dạng Trái Đất, trường từ và trường trọng lực của quả đất, thành phần và cấu trúc bên trong của nó, các quá trình động lực học và biểu hiện trên bề mặt của chúng trong kiến tạo mảng, sự hình thành của magma, núi lửa và các thành tạo đá. Tuy nhiên, các tổ chức địa vật lý hiện đại sử dụng một định nghĩa rộng hơn bao gồm chu kỳ tuần hoàn của nước (xét đến cả băng và tuyết), các quá trình động lực của chất lỏng trong đại dương và khí quyển, điện tích và từ tính trong quyển ion, quyển từ của Trái Đất, và các vấn đề khác thường liên quan đến Mặt trăng và các hành tinh khác.
Khảo sát địa vật lý nghiên cứu một loạt các hiện tượng tự nhiên, bao gồm cả hình dạng, sự vận động trong lòng Trái Đất, và các quá trình trong thạch quyển, thủy quyển và khí quyển.
Địa vật lý có hai hướng nghiên cứu là Vật lý Địa cầu nghiên cứu cơ bản về Trái Đất và môi trường xung quanh, và Địa vật lý Thăm dò. Địa vật lý thăm dò bao gồm việc ứng dụng lý thuyết địa vật lý và thiết bị vào mục đích tìm kiếm thăm dò tài nguyên hay khảo sát môi trường trong phạm vi lớp vỏ ngoài Trái Đất.
Bên cạnh đó, các phương pháp nghiên cứu của địa vật lý cũng được ứng dụng vào nghiên cứu các thiên thể trong vũ trụ.

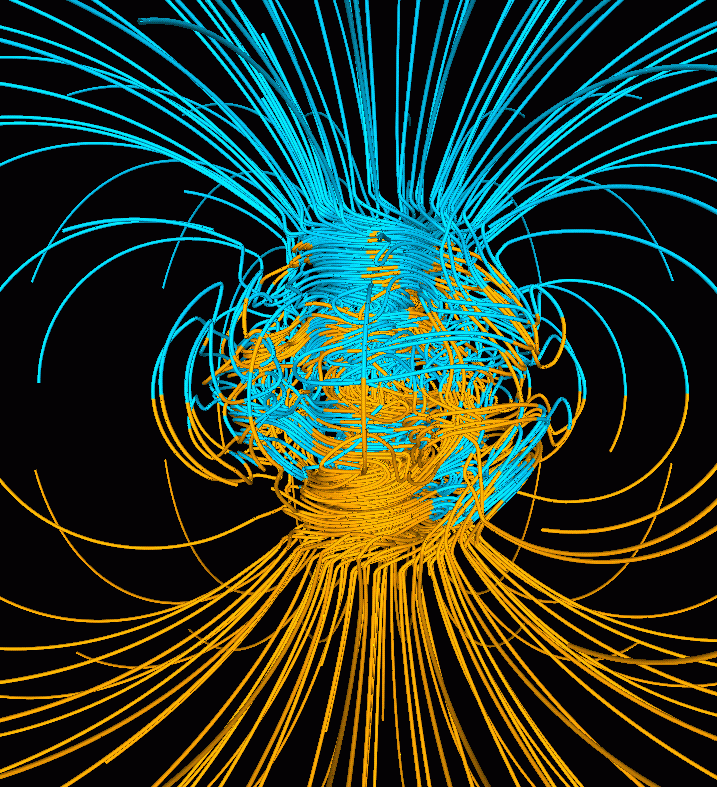
Mô phỏng trên máy tính từ trường Trái Đất trong giai đoạn phân cực bình thường giữa các đảo cực địa từ.

## Tổng quan
Theo truyền thống, Địa vật lý đôi khi được coi là một nhánh độc lập của các ngành khoa học tự nhiên, khác biệt với địa chất và vật lý đơn thuần, mặc dù có sự nhấn mạnh đến tính liên ngành. Liên đoàn Trắc địa và Địa vật lý Quốc tế (IUGG) đại diện cho địa vật lý trong Hội đồng Khoa học Quốc tế (International Science Council, ISC) ở mức độ tương tự như sinh học, hóa học, vật lý và toán học. Nhiều trường đại học có khoa Địa vật lý riêng biệt, và có một hệ thống độc lập của hiệp hội địa vật lý, các ấn phẩm, và các hội nghị.
Địa vật lý được áp dụng cho các nhu cầu xã hội, chẳng hạn như tìm tài nguyên khoáng sản, bảo vệ môi trường và giảm nhẹ thiên tai. Dữ liệu Khảo sát địa vật lý được sử dụng để phân tích tiềm năng chứa dầu khí, khoáng sản, tìm nước ngầm, tìm di vật khảo cổ học, tìm vật chưa nổ (UXO), xác định độ dày của băng hà và đất, và đánh giá tính chất đất đá tại các vị trí xây dựng để xử lý môi trường và kỹ thuật xây dựng,...

## Lịch sử
Địa vật lý được công nhận là một lĩnh vực khoa học riêng biệt từ thế kỷ 19, tuy vậy nguồn gốc của nó đã có từ thời cổ đại.
La bàn từ tính đầu tiên đã được chế từ đá nam châm (Lodestone), và sau đó la bàn từ tính đóng vai trò quan trọng trong hàng hải. Các dụng cụ quan sát địa chấn đầu tiên được chế từ năm 132 TCN ở Trung Hoa.
Isaac Newton áp dụng lý thuyết tương tác hấp dẫn của ông để giải thích về cơ chế thủy triều. Sau đó các công cụ được phát triển để đo hình dạng, mật độ và trọng trường Trái Đất, cũng như các thành phần trong vòng tuần hoàn nước.
Trong thế kỷ 20, các phương pháp địa vật lý đã được phát triển cho thăm dò thạch quyển và thủy quyển Trái Đất. Địa vật lý cũng đóng một vai trò thiết yếu trong sự phát triển của lý thuyết kiến tạo mảng.

## Các hiện tượng vật lý
Địa vật lý đề cao tính liên ngành, đóng góp vào mọi lĩnh vực của vật lý và các khoa học Trái Đất. Để cung cấp một ý tưởng rõ ràng hơn về những gì cấu thành địa vật lý, phần này mô tả hiện tượng được nghiên cứu trong vật lý và cách chúng liên quan đến Trái Đất và môi trường xung quanh của nó.

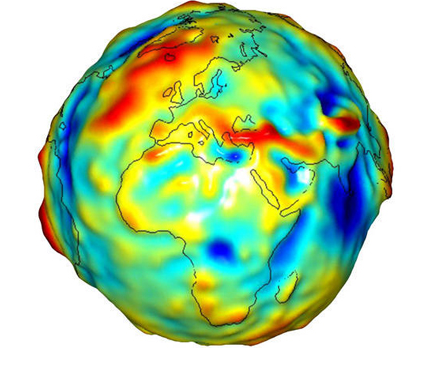
Mô hình trường trọng lực của Trái Đất (theo NASA)

### Trọng lực
Lực hấp dẫn cùng với lực ly tâm do sự tự xoay của Trái Đất tạo ra trọng trường Trái Đất, tác động lên các vật thể. 
Mặt đẳng thế của trọng trường ứng với mực nước biển trung bình yên tĩnh, được gọi là Geoid và là một trong các định nghĩa về hình dạng của Trái Đất.
Các lực hấp dẫn của mặt trăng và mặt trời làm xuất hiện thủy triều.
Các phép đo gia tốc trọng trường và thế hấp dẫn trên bề mặt Trái Đất để xác định dị thường trọng lực, là nội dung của thăm dò trọng lực, được sử dụng để tìm kiếm các mỏ khoáng sản, cũng như cung cấp thông tin về sự dịch chuyển của các mảng kiến tạo.

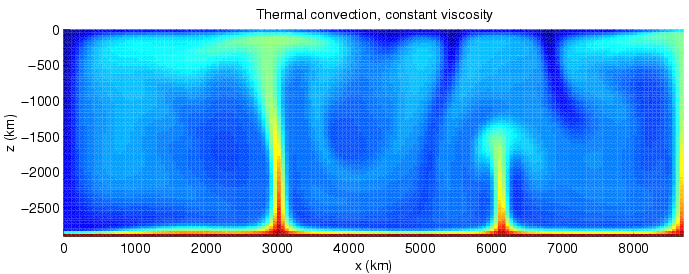
Mô hình đối lưu nhiệt trong quyển manti. Cột mảnh màu đỏ là chùm manti.

### Dòng nhiệt
Trái Đất hình thành và nguội dần, dẫn đến xuất hiện lớp vỏ ngoài rắn, làm giảm bớt quá trình thoát nhiệt. Phần nhiệt lượng trong lòng Trái Đất làm cho vật chất ở một phần lõi là thể lỏng. Các dòng nhiệt dẫn đến những chuyển động ở lõi lỏng, tạo ra từ trường Trái Đất theo thuyết geodynamo, còn vận động đối lưu manti dẫn đến chuyển động của các mảng kiến tạo nêu trong thuyết kiến tạo mảng . Các nguồn nhiệt chính gồm có nhiệt nguyên thủy và phân rã phóng xạ, và đóng góp nhỏ của chuyển đổi pha vật chất (như sự kết tinh).
Nhiệt chủ yếu được vận chuyển đến bề mặt bằng đối lưu nhiệt (Thermal convection). Tuy nhiên có hai lớp ranh giới nhiệt, là ranh giới lõi - quyển manti (core-mantle) hay Điểm gián đoạn Gutenberg, và thạch quyển (lithosphere), tại đó là dẫn nhiệt. Một phần nhiệt được đưa lên từ đáy quyển manti bởi các chùm manti.
Các dòng nhiệt lên bề mặt của Trái Đất là khoảng 4,2 × 1013 W, và nó là một nguồn tiềm năng của năng lượng địa nhiệt.

### Địa chấn
Sóng địa chấn (Seismic wave) là rung động truyền qua lòng Trái Đất hoặc dọc theo bề mặt của nó. Toàn bộ Trái Đất cũng có thể dao động ở dạng gọi là chế độ bình thường (normal mode) hay dao động tự do của Trái Đất. Chuyển động mặt đất do sóng địa chấn hoặc chế độ bình thường được đo bằng địa chấn kế. Nếu các sóng đến từ một nguồn cục bộ như một trận động đất, vụ nổ, các phép đo tại nhiều địa điểm khác nhau cho phép xác định vị trí nguồn. Vị trí của trận động đất cung cấp thông tin về kiến tạo mảng và đối lưu manti.
Quan sát các sóng địa chấn là nguồn thông tin về các khu vực mà sóng đi qua. Nếu mật độ hoặc thành phần đá thay đổi đột ngột thì xảy ra sóng phản xạ. Phản xạ có thể cung cấp thông tin về cấu trúc gần bề mặt. Những thay đổi trong hướng đi, gọi là khúc xạ, được sử dụng để suy ra các cấu trúc sâu của Trái Đất.
Sử dụng sóng địa chấn với nguồn sóng tự nhiên hay nhân tạo để nghiên cứu cấu trúc thạch quyển và thủy quyển, là nội dung các phương pháp thăm dò địa chấn. Phương pháp này được áp dụng rộng rãi trong cả vật lý địa cầu và địa vật lý thăm dò.
Động đất gây nguy hiểm cho con người. Hiểu được cơ chế của nó, tùy thuộc vào loại động đất (ví dụ, nội mảng kiến tạo hoặc tiêu điểm sâu), có thể dẫn đến các ước tính tốt hơn về nguy cơ động đất và cải tiến trong kỹ thuật công trình chịu động đất (Earthquake engineering).

### Điện
Hiện tượng điện được thấy đầu tiên là sét trong mưa giông. Trái Đất là thể rắn, khí quyển bao quanh bị bắn phá bởi các bức xạ vũ trụ nên có điện tích dương. Nó tạo ra một điện trường gần mặt đất, trung bình là 120 V/m, và dòng điện khoảng 1800 A chạy trong mạch toàn cầu. Các dòng này thể hiện bởi sét bên dưới những đám mây.
Trong đất đá thì các quá trình điện hóa tạo ra điện thế thiên nhiên. Ngoài ra, nếu phát nguồn điện nhân tạo phát vào đất đá, thì tính chất điện khác nhau của các đất đá khác nhau sẽ cho ra phản ứng khác nhau. Nghiên cứu các quá trình này là cơ sở cho một loạt các phương pháp thăm dò điện, để nghiên cứu thạch quyển và thủy quyển với nhiều chủ đích.

### Điện từ
Sóng điện từ xảy ra trong tầng điện ly, từ quyển và ở lõi ngoài Trái Đất. Đồng ca bình minh (Dawn chorus) được cho là gây ra bởi các điện tử năng lượng cao bị mắc kẹt trong vành đai bức xạ Van Allen. Ngoài ra sét đánh trong khí quyển, các nguồn phát sóng tần thấp (300 Hz – 10 kHz) từ các lò plasma trong tầng điện ly, trong từ quyển,... tạo ra sóng điện từ kiểu “tiếng huýt gió”. Sóng điện từ cũng có thể được tạo ra bởi động đất (xem Seismo-electromagnetics).Các cảm ứng điện từ trong thạch quyển và thủy quyển, gọi là dòng tellur, có nguồn gốc từ nhiễu động trong tầng điện ly, nhiễu từ trường, hoặc do chuyển động của các khối nước.
Tại lõi ngoài Trái Đất, dòng điện trong sắt lỏng có độ dẫn điện tạo ra từ trường bằng cảm ứng điện từ theo thuyết geodynamo. Sóng Alfvén là sóng từ thủy động lực trong từ quyển hoặc lõi Trái Đất. Trong lõi, chúng có thể có hiệu ứng rất nhỏ để quan sát được trong từ trường Trái Đất, nhưng sóng chậm như sóng từ Rossby (Magnetic Rossby waves) có thể là một trong các nguồn gốc của sự biến đổi từ trường Trái Đất theo thời gian.
Phương pháp điện từ được sử dụng trong khảo sát địa vật lý bao gồm Thăm dò điện từ Tellur (Magnetotellurics) và điện từ miền thời gian (Transient Electromagnetics, TDEM).

Trục lưỡng cực từ của Trái Đất (màu hồng) nghiêng so với trục quay (màu lam)

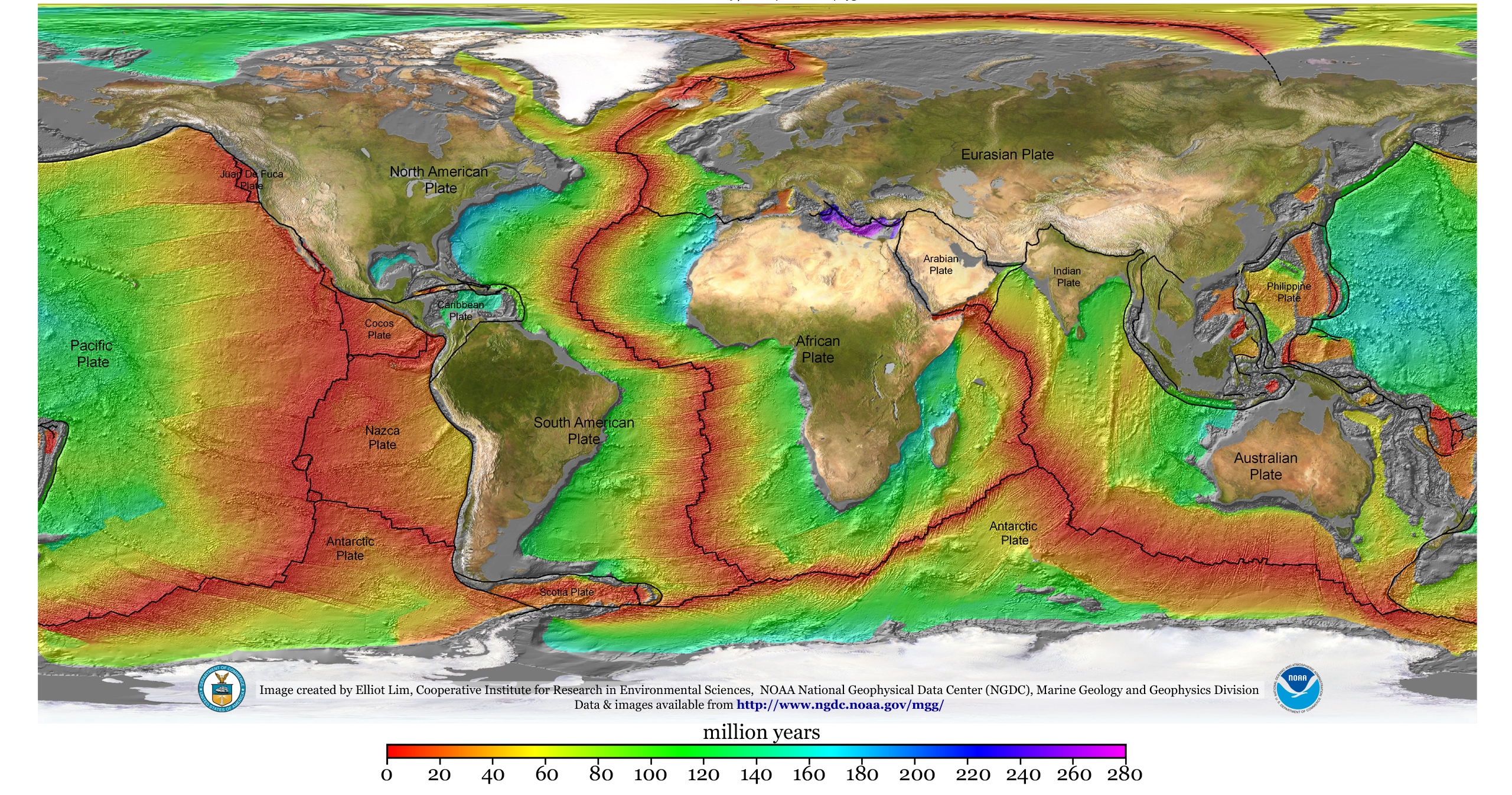
Tuổi của đáy biển. Đa số dữ liệu để tính thời gian dựa vào dị thường từ.

### Từ trường
Từ trường Trái Đất đã được biết đến từ lâu, và đã được sử dụng để định hướng bằng la bàn. Ngày nay ta biết từ trường lái các hạt tích điện của gió mặt trời ra xa Trái Đất, bảo vệ sinh giới trên Trái Đất. Một phần nhỏ các hạt tích điện này xâm nhập được thượng tầng khí quyển và dẫn đến cực quang.
Từ trường Trái Đất được giải thích bằng thuyết geodynamo, coi rằng có nguồn gốc từ sự chuyển động của chất lỏng là sắt ở lõi ngoài Trái Đất.
Từ trường Trái Đất có dạng như một lưỡng cực nghiêng, và nó thay đổi theo thời gian, gọi là biến thiên thế kỷ. Các cực địa từ nằm gần các cực địa lý, nhưng trong khoảng thời gian ngẫu nhiên, trung bình 440.000 đến một triệu năm hoặc lâu hơn, cực tính của Từ trường Trái Đất đảo ngược. Những nghiên cứu Cổ địa từ, tập hợp và phân tích trong Đảo cực địa từ (Geomagnetic Polarity Time Scale), xác định có 184 đảo cực trong 83 triệu năm qua.
Sự đảo cực quan sát rõ trong địa tầng gần đây nhất, xảy ra vào giữa kỷ Đệ tứ, 781000 năm trước, là Đảo ngược Brunhes-Matuyama (Brunhes–Matuyama reversal). Sự đảo cực ngắn gần đây nhất là sự kiện Laschamp xảy ra 41.000 năm trước, trong thời kỳ băng hà cuối cùng, trong đó thời gian đảo cực dài cỡ 440 năm.
Các nhà địa chất quan sát đảo cực địa từ ghi lại trong đá núi lửa thông qua hiện tượng từ hóa dư tự nhiên, và lập ra tương quan Địa tầng từ tính (Magnetostratigraphy). Các dấu vết của chúng thể hiện rõ ở sự song song tuyến tính của các sọc dị thường từ ở đáy đại dương. Những sọc này cung cấp thông tin định lượng về sự lan rộng đáy đại dương, một phần quan trọng của thuyết kiến tạo mảng. Chúng là cơ sở của Địa tầng từ tính, dựng tương quan giữa đảo cực địa từ với các môn địa tầng học khác để xây dựng thang thời gian địa chất.
Từ hóa của các khoáng vật trong các loại đất đá được sử dụng để đo chuyển động của các lục địa. Nó cũng là cơ sở của thăm dò từ, thông qua đo đạc và xác định dị thường từ để giải đoán ra cấu trúc, thành phần, tính chất, trạng thái của đất đá trong thạch quyển, phục vụ nghiên cứu địa chất, môi trường và tìm kiếm khoáng sản.

### Phóng xạ
Phân rã phóng xạ cấp khoảng 80% của nội nhiệt Trái Đất, tạo năng lượng cho geodynamo và kiến tạo mảng. Các nguồn cấp nhiệt chính có các đồng vị Kali K40, Urani U238, U235 và Thori Th232.
Nguyên tố phóng xạ được sử dụng trong định tuổi bằng đồng vị phóng xạ, là phương pháp chính để thiết lập khoảng thời gian tuyệt đối trong Địa thời học.
Đo phóng xạ, gồm đo gamma tổng và đo phổ gamma, đo khí Radon, sẽ xác định phân bố của các đồng vị phóng xạ gần bề mặt Trái Đất, phục vụ cho lập bản đồ thạch học, tìm quặng phóng xạ, xác định mức độ hoạt động của đứt gãy, xác định ô nhiễm phóng xạ của môi trường tự nhiên.

### Thủy động lực học
Chuyển động chất lỏng xảy ra trong từ quyển, khí quyển, đại dương, quyển manti và lõi Trái Đất. Ngay cả trong lớp phủ rắn mặc dù có một độ nhớt rất lớn, vẫn có sự chảy giống như một chất lỏng nếu xem xét trong khoảng thời gian dài (xem Địa động lực).
Địa vật lý Thủy động lực học là một công cụ chính trong vật lý hải dương học và khí tượng học. Sự quay của Trái Đất có ảnh hưởng sâu sắc đến thủy động lực học của Trái Đất, thường là do hiệu ứng Coriolis. Trong bầu không khí nó làm phát sinh chuỗi dòng xoáy quy mô lớn như sóng Rossby (Rossby waves) và xác định các mô hình lưu thông cơ bản của các cơn bão. Trong đại dương nó định hướng các lưu thông xoáy quy mô lớn như sóng Kelvin (Kelvin wave) và xoắn ốc Ekman (Ekman spirals) ở bề mặt đại dương.
Trong lõi Trái Đất, sự lưu thông xoáy của sắt nóng chảy được cấu trúc bởi các cột Taylor (Taylor column).
Sóng và những hiện tượng khác trong từ quyển có thể được mô phỏng bằng Từ thủy động lực học.

## Đặc điểm của Trái Đất

### Kích thước và hình dạng của Trái Đất
Ở dạng khái quát cao nhất, thì coi Trái Đất có dạng hình cầu.
Sự quay quanh trục dẫn đến lực ly tâm, làm nó phình ra về phía xích đạo. Vì vậy nó được khái quát có hình dạng của một ellipsoid có bề mặt là xấp xỉ của Geoid trên đại dương. Nó được gọi là Ellipsoid quy chiếu (Reference ellipsoid), là nền tảng trong môn Trắc địa để lập ra hệ tọa độ địa lý gồm vĩ độ (latitude), kinh độ (longitude), cao độ (elevation), lập ra khung chiếu (Projection) cho thành lập Bản đồ địa hình trên Trái Đất. Tuy nhiên các quốc gia chọn cách xấp xỉ với Geoid và chọn điểm mốc kinh tuyến gốc khác nhau, nên hiện có nhiều Hệ tọa độ địa lý.
Trong số đó hệ WGS84 (World Geodetic System 1984) có xuất phát từ Hoa Kỳ và được gọi là Hệ thống trắc địa thế giới, đang là cơ sở của Hệ thống định vị toàn cầu GPS, được dùng phổ biến nhất. Hệ WGS84 sử dụng mô hình geoid EGM96 (Earth Gravitational Model 1996) hiệu đính năm 2004, với bán kính tại xích đạo a = 6378137 m và tại địa cực b = 6356752.3142 m, độ dẹt f = 1/298.257223563.
Các chi tiết hình dạng Trái Đất thì bị ảnh hưởng bởi sự phân bố của các lục địa và bồn đại dương, và trong chừng mực nào bởi sự di động của các mảng kiến tạo.
Hình dạng Trái Đất đầy đủ nhất, là bề mặt vật lý gồm đất liền và vùng nước, tức địa hình với độ cao so với bề mặt của ellipsoid quy chiếu, và biểu diễn trên Bản đồ địa hình. Trên bản đồ các vùng nước được biều diễn bằng mực nước trung bình, ví dụ mặt Biển Chết là -429 m, mặt hồ Ba Bể ở Việt Nam là +145 m, tuy nhiên các vùng phủ băng vĩnh cửu thường bị bỏ trống.

Mô hình cắt của Trái Đất từ trong nhân ra

### Cấu trúc bên trong
Các bằng chứng địa chấn học, dòng nhiệt bề mặt, và vật lý khoáng vật được kết hợp với khối lượng và lực quán tính của Trái Đất để suy ra các mô hình bên trong Trái Đất - thành phần, mật độ, nhiệt độ, áp suất của nó.
Ví dụ, về trung bình của Trái Đất có khối lượng riêng (5,515) cao hơn rất nhiều so với các loại đá trên bề mặt (2,7-3,3). Nó cho thấy rằng các vật chất ở sâu hơn là dày đặc hơn. Mô men quán tính của Trái Đất thấp, 0.33 MR2, so với một khối tương đương có mật độ không đổi là 0,4 MR2. Đương nhiên có sự gia tăng mật độ nén dưới áp suất rất lớn trong lòng đất, tuy nhiên các ảnh hưởng của áp suất có thể được tính toán bằng cách sử dụng phương trình Adams-Williamson (Adams–Williamson equation). Kết luận là chỉ riêng áp suất không thể giải thích cho sự gia tăng mật độ. Thay vào đó, chúng ta biết rằng lõi của Trái Đất bao gồm hợp kim của sắt và các chất khác.

Tốc độ sóng địa chấn và các ranh giới trong lòng Trái Đất

Việc tái hiện các sóng địa chấn ở bên trong Trái Đất cho thấy không có sóng ngang S truyền qua lõi ngoài. Vì chất lỏng không truyền sóng ngang, nên lõi ngoài là dạng lỏng, và chuyển động của chất lỏng có độ dẫn điện này tạo ra từ trường Trái Đất theo thuyết geodynamo. Tuy nhiên lõi trong là rắn do áp suất rất lớn.
Tái hiện phản xạ địa chấn ở phần sâu bên trong cho thấy một số gián đoạn lớn trong tốc độ truyền sóng địa chấn, phân chia ranh giới các vùng chính của Trái Đất: lõi trong, lớp lõi ngoài, quyển manti (Mantle), thạch quyển và lớp vỏ (Crust).
Quyển manti được chia thành các manti trên, vùng chuyển tiếp, manti dưới và lớp D". Giữa quyển manti trên và lớp vỏ ngoài cùng là Bề mặt Mohorovičić (Mohorovičić discontinuity).

Sơ đồ Từ quyển của Trái Đất. Gió mặt trời thổi từ trái qua phải

### Từ quyển
Khi từ trường của hành tinh đủ mạnh, nó tương tác với gió mặt trời tạo thành một Từ quyển. Đo trên phi thuyền không gian đã vẽ được kích cỡ của từ trường Trái Đất. Nó kéo dài về phía Mặt trời khoảng 10 lần bán kính Trái Đất.
Luồng hạt mang điện tích do mặt trời phóng ra, gọi là gió mặt trời, tương tác với từ trường Trái Đất, dẫn đến đuôi từ quyển kéo dài hàng trăm lần bán kính Trái Đất về hướng đối diện. Từ quyển và khí quyển chặn các hạt này, bảo vệ sự sống trên Trái Đất.
Bên trong từ quyển, có những vùng tương đối dày đặc của các hạt gió mặt trời được gọi là vành đai bức xạ Van Allen.

### Vật lý khoáng vật
Các loại đất đá, khoáng vật, đối tượng nghiên cứu khác nhau có tính chất vật lý khác nhau. Sự khác biệt về tính chất vật lý giữa đối tượng nghiên cứu và môi trường xung quanh nó tạo ra các dị thường địa vật lý có thể quan sát được nhờ các thiết bị đo ghi các hiện tượng vật lý.
Các tính chất vật lý của khoáng vật được nghiên cứu để từ những nguồn thông tin đo ghi được như: địa chấn, các gradient địa nhiệt,điện, từ, trọng lực, phóng xạ..., các nhà địa vật lý có thể suy ra các thành phần bên trong Trái Đất (phát hiện khoáng sản, dầu khí, nước ngầm...), cũng như những vận động có thể xảy ra.
Chịu ảnh hưởng nhiệt độ và áp suất cao, các đặc tính khoáng vật thay đổi về pha vật chất, điểm nóng chảy, các đặc tính lưu biến, hoặc khả năng chảy, độ nhớt,... thay đổi. Nó tác động đến mức độ các mảng kiến tạo di chuyển.
Nước là một chất rất phức tạp và tính độc đáo của nó là rất cần thiết cho cuộc sống. Tính chất vật lý của nó hình thành thủy quyển và là phần thiết yếu của vòng tuần hoàn nước và khí hậu. Tính chất nhiệt động của nước quyết định sự bốc hơi và gây ra gradient nhiệt trong khí quyển. Các loại mưa liên quan đến một hỗn hợp phức tạp các quá trình như sự kết dính, siêu lạnh và quá bão hòa. Một phần nước thấm xuống đất trở thành nước ngầm, và dòng chảy nước ngầm dẫn đến những hiện tượng như thấm lọc, tăng độ dẫn điện của nước, làm cho phương pháp địa vật lý điện và điện từ hữu ích cho việc theo dõi lưu lượng nước ngầm.
Trong đại dương thì độ mặn có ảnh hưởng tới tính chất vật lý của nước, và tới chuyển động của nó.
Nhiều giai đoạn của băng được hình thành ra quyển băng và có mặt các dạng như tảng băng, sông băng, biển băng, băng nước ngọt, tuyết và tầng đất đóng băng vĩnh cửu. Chúng là đối tượng nghiên cứu của Băng quyển học.

## Các phương pháp nghiên cứu

### Các phương pháp thăm dò
- Các phương pháp thăm dò điện: Điện trở, điện trường thiên nhiên, phân cực kích thích, điện từ Tellur, điện từ miền thời gian (trường chuyển), Radar xuyên đất (GPR)
- Phương pháp địa chấn: khúc xạ, phản xạ, Địa chấn nông phân giải cao, mặt cắt thẳng đứng, chiếu sóng
- Phương pháp từ
- Phương pháp trọng lực
- Phương pháp phóng xạ
- Phương pháp địa nhiệt
- Phương pháp địa vật lý giếng khoan

Các phương pháp địa vật lý có thể được tiến hành trên mặt đất, trong giếng khoan, trên không (máy bay), trên biển (tàu), và cả trong không gian.

### Nghiên cứu trong vũ trụ
Thăm dò trong không gian cho phép quan sát ở các vùng phổ khác nhau của sóng điện từ và ánh sáng kể cả vùng không nhìn thấy, cũng như sự thay đổi trọng trường và từ trường. Đo sự thay đổi trọng trường và từ trường bằng tàu vũ trụ trên quỹ đạo cho phép xác định các chi tiết tinh tế của trường ở hành tinh được quan sát. Ví dụ, trong năm 1970, các nhiễu động trọng trường trên biển của Mặt trăng (Lunar maria) đã được đo lường thông qua tàu vũ trụ mặt trăng, dẫn đến việc phát hiện sự tập trung mật độ (mascons), bên dưới các bồn trũng Imbrium, Crisium, Nectaris và Humorum.

## Đối tượng nghiên cứu
- Thạch quyển
- Thủy quyển
- Khí quyển
- Trái Đất
- Hành tinh
- Tìm kiếm, thăm dò dầu khí, khoáng sản, nước ngầm...
- Khảo sát nền móng địa chất công trình (hầm, hào, sụt lún)
- Nghiên cứu, đánh giá môi trường